# Progressieve Combinatie Noordwijk
Progressieve Combinatie Noordwijk (PCN) was een samenwerkingsverband van de Partij van de Arbeid, GroenLinks en D66 in de Nederlandse gemeente Noordwijk. Het samenwerkingsverband bestond sinds eind 1996/begin 1997. De combinatie haalde drie zetels bij de gemeenteraadsverkiezingen van 2010. Sinds 1998 had de partij vier zetels in de gemeenteraad.
In 2012 besloten de partijen het samenwerkingsverband op te heffen. Bij de gemeenteraadsverkiezingen van 2014 deed D66 mee met een eigen lijst en kwam met één zetel in de gemeenteraad. PvdA en GroenLinks gingen getweeën verder en behaalden samen twee zetels.